# Seleção Quebequense de Futebol
A Seleção Quebequense de Futebol é a equipe oficial de futebol que representa a província canadense do Quebec. A missão declarada da equipe é "... permitir que o Quebec seja representado em nível internacional para compartilhar nossa língua, nossa cultura e herança através do futebol". Originalmente, a equipe não foi sancionada pela Federação de Futebol do Quebec, pois a federação foi suspensa pela Associação Canadense de Futebol em junho de 2013 por não permitir que jogadores usando turbantes por motivos religiosos participassem de jogos. No entanto, a equipe se comunicou com a federação e comunicou regularmente o progresso do projeto para construir um relacionamento em preparação para ser sancionado no futuro. Em maio de 2014, foi anunciado que a equipe havia se associado oficialmente ao QSF e estava trabalhando em conjunto para eventualmente se tornar membro da CONCACAF e jogar contra outras equipes nacionais.
O Quebec não é membro da FIFA ou de qualquer confederação ou subconfederação, uma vez que faz parte do Canadá. No entanto, é um membro oficial da Confederação de Futebol de Associações Independentes (ConIFA), uma organização global para times de futebol fora da FIFA. Normalmente, no Quebec, a maioria da população fala francês, enquanto o inglês é a maior minoria. Embora o objetivo da equipe seja cultural, e não político, a equipe é parcialmente financiada pela Saint-Jean-Baptiste Society e o Partido Quebequense, um partido político canadense que defende o movimento de soberania do Quebec. A equipe foi formada em 2013 e jogou sua primeira partida contra uma equipe seleta do Tibete no Torneio Internacional de Povos, Culturas e Tribos de 2013, um evento organizado por Marselha como a Capital Europeia da Cultura de 2013, em 24 de junho de 2013. O Quebec venceu a partida por 21-0.
A equipe atualmente consiste principalmente de jogadores da Première Ligue de futebol du Québec e ex-jogadores do Impact de Montréal. Atualmente, eles são treinados pelo ex-internacional canadense Patrick Leduc.